# Pfarrkirche Gaweinstal

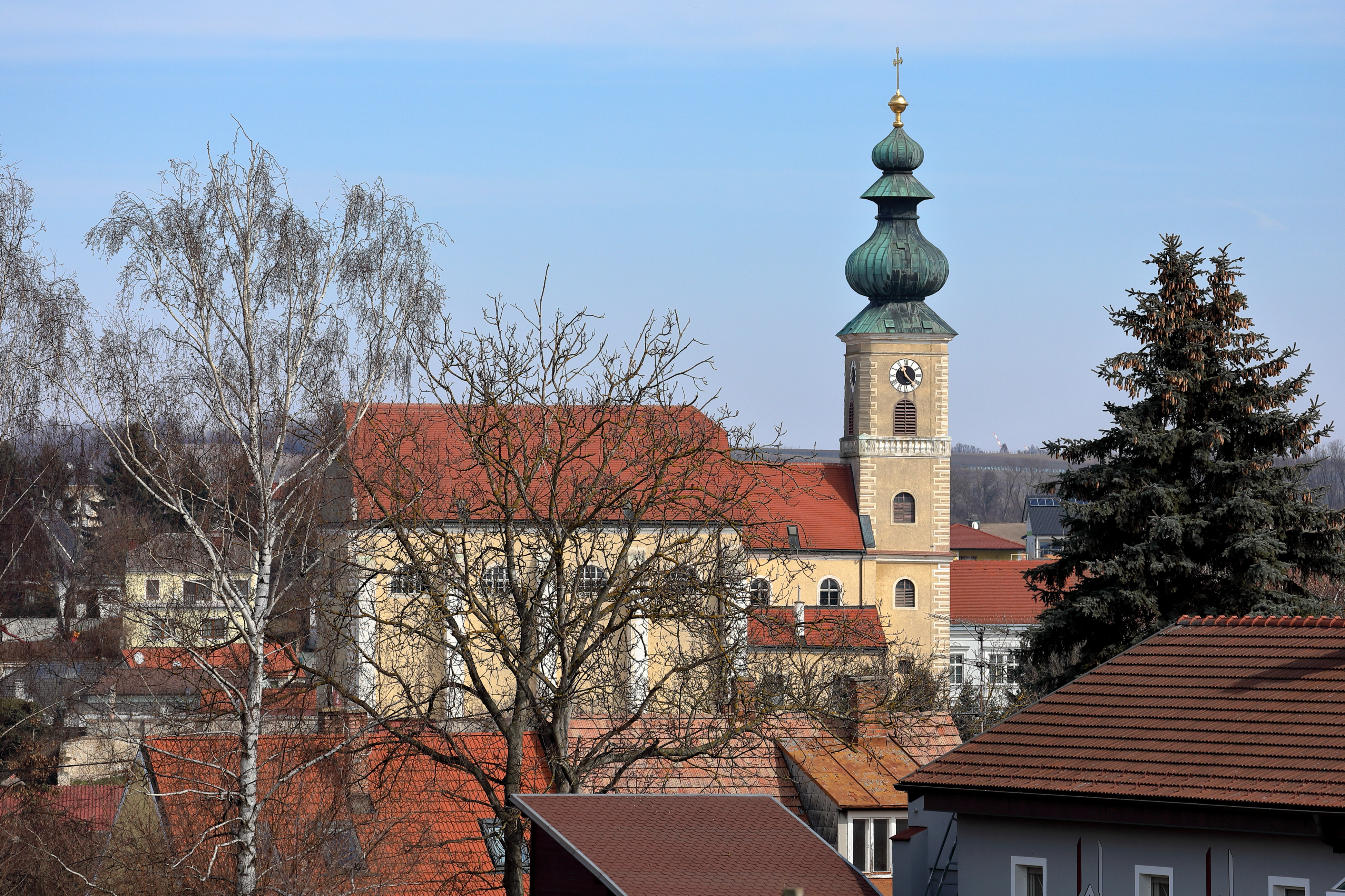
Katholische Pfarrkirche hl. Georg in Gaweinstal

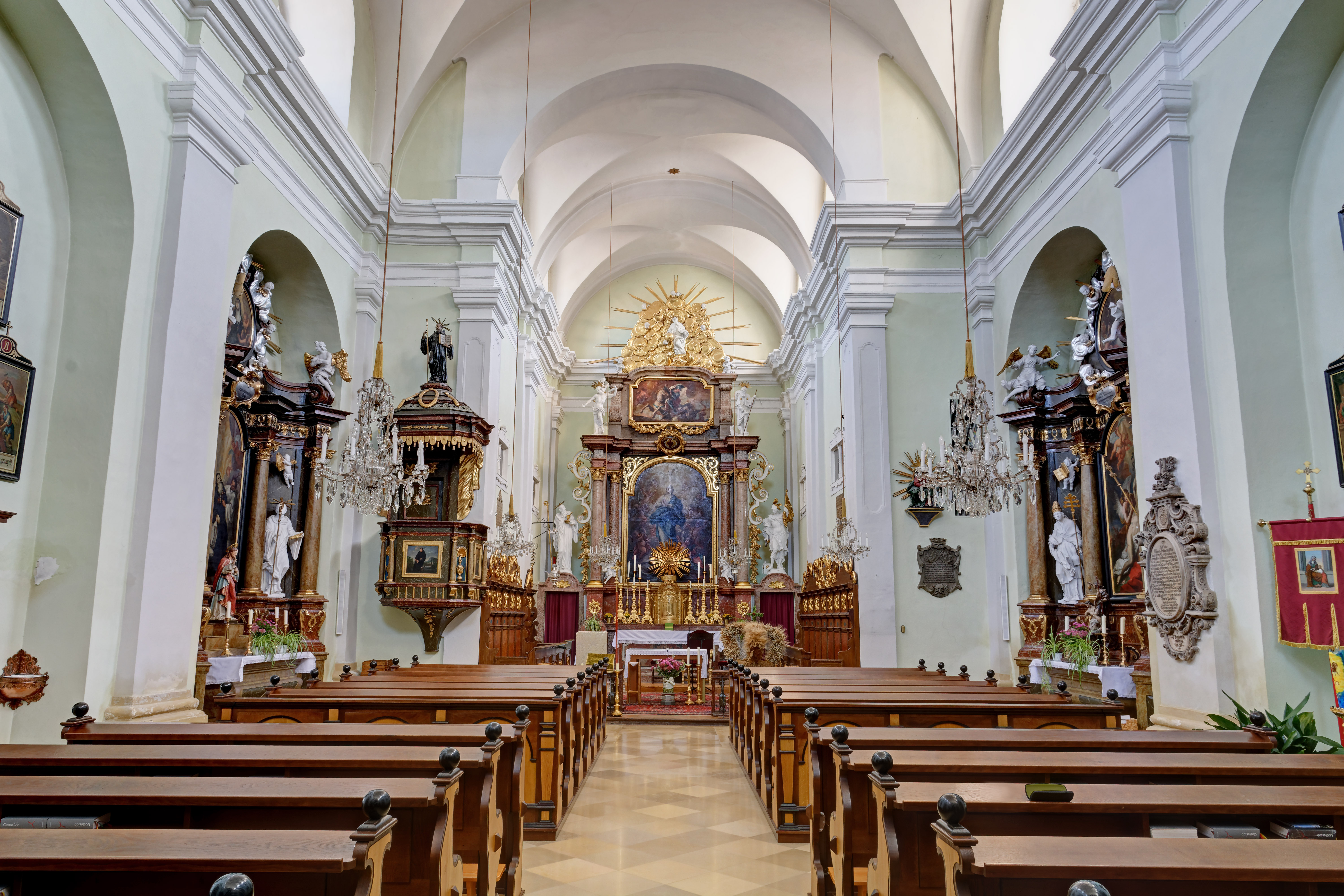
Langhaus, zum Chor

Die römisch-katholische Pfarrkirche Gaweinstal steht in der Marktgemeinde Gaweinstal im Bezirk Mistelbach in Niederösterreich. Die dem Patrozinium des hl. Georg unterstellte Pfarrkirche gehört zum Dekanat Mistelbach-Pirawarth im Vikariat Unter dem Manhartsberg der Erzdiözese Wien. Die Kirche steht unter Denkmalschutz (Listeneintrag).

## Geschichte
Eine Pfarre wurde vor 1200 angenommen und wurde 1264/1265 urkundlich genannt. Das Patronatsrecht von Rudolf von Habsburg wurde 1280 dem Schottenstift inkorporiert.
Die ursprüngliche Kirche wurde vermutlich nach 1550 auf dem Kirchenplatz östlich der heutigen Kirche erbaut und 1645 zerstört. 1668 erfolgte der Neubau des Langhauses, welches 1688 baufällig war, und 1702 einen Brand erlitt. Von 1702 bis 1706 wurde der Chor und der Turm erbaut. 1982/1983 war eine Außenrestaurierung.

## Architektur
Das schlichte Langhaus unter einem hohen Satteldach hat Strebepfeiler und Rundbogenfenster. Die Westfront als Giebelfassade hat eine Ortsteinfassung, ein Ohrenportal mit gesprengtem Giebel mit der Figur hl. Florian im Giebelfeld aus dem Anfang des 18. Jahrhunderts. Der niedrigere Chor wird südlich von einem Oratoriumsanbau und nördlich von einem Sakristeianbau flankiert. Der viergeschoßige Turm mit teils vermauerten Rundbogenfenstern, mit Eckputzquadrierung, hat ein Glockengeschoß mit abgeschrägten Ecken und eine umlaufende Balustrade, der Turm trägt einen Zwiebelhelm aus 1760, 1932 renoviert.

## Ausstattung
Der Hochaltar aus 1718 ist ein Säulenretabel mit Opfergangsportalen, das Altarblatt Maria Immaculata ist aus der ersten Hälfte des 18. Jahrhunderts, das Auszugsbild zeigt den hl. Georg, darüber bekrönende eine Figurengruppe Gottvater in Engelsglorie, die Seitenfiguren sind weiß gefasste Konsolfiguren Benedikt und Florian, und in der Gebälkzone die Figuren Sebastian und Rochus.
Das bemerkenswerte, teils vergoldete Orgelgehäuse von 1749 mit Rocailledekor und Engelsstatuen sowie der Figur der hl. Cäcilia auf dem Rückpositiv beinhaltet ein Werk von Adolf Donabaum aus 2000 mit 24 Registern. Eine Glocke nennt Franz Zechenter 1717.

## Pfarrhof
Neben der Pfarrkirche befindet sich der hochbarocke Pfarrhof. Heute ist er ein zweigeschoßiger Vierflügelbau um einen rechteckigen Hof. Das südliche Hauptgebäude hat Räume mit Stuckdecken. Der Festsaal ist mit einer Vertäfelung mit Ölgemälden geschmückt, die die vier im Barock bekannten Erdteile (Amerika, Europa, Afrika und Asien) und die vier Kardinaltugenden Gerechtigkeit (iustitia), Mäßigung (temperantia), Tapferkeit und Hochsinn (fortitudo, magnitudo animi bzw. virtus) und Weisheit oder Klugheit (sapientia bzw. prudentia) darstellen. Der Südflügel ist dreigeschoßig und grenzt in Richtung Withalmstraße an einen ehemaligen Wehrgraben, der mit einer Basteimauer gestützt wurde.

## Grabdenkmäler
- Hochovale Inschriftplatte Johann Ledtner, um 1720, gestorben 1736, mit Voluten- und Blattwerkrahmung.
- Epitaph mit Doppelwappen Frau Maria Anna von Hagen geborene Wasserberg 1764.
- Epitaph Pfarrer Hoppertizl im Presbyterium 1584.
- Gedenkstein 1603 zur Erinnerung an die Beendigung des Schismas.